# 羅茲托基 (伊凡諾-法蘭科夫斯克州)

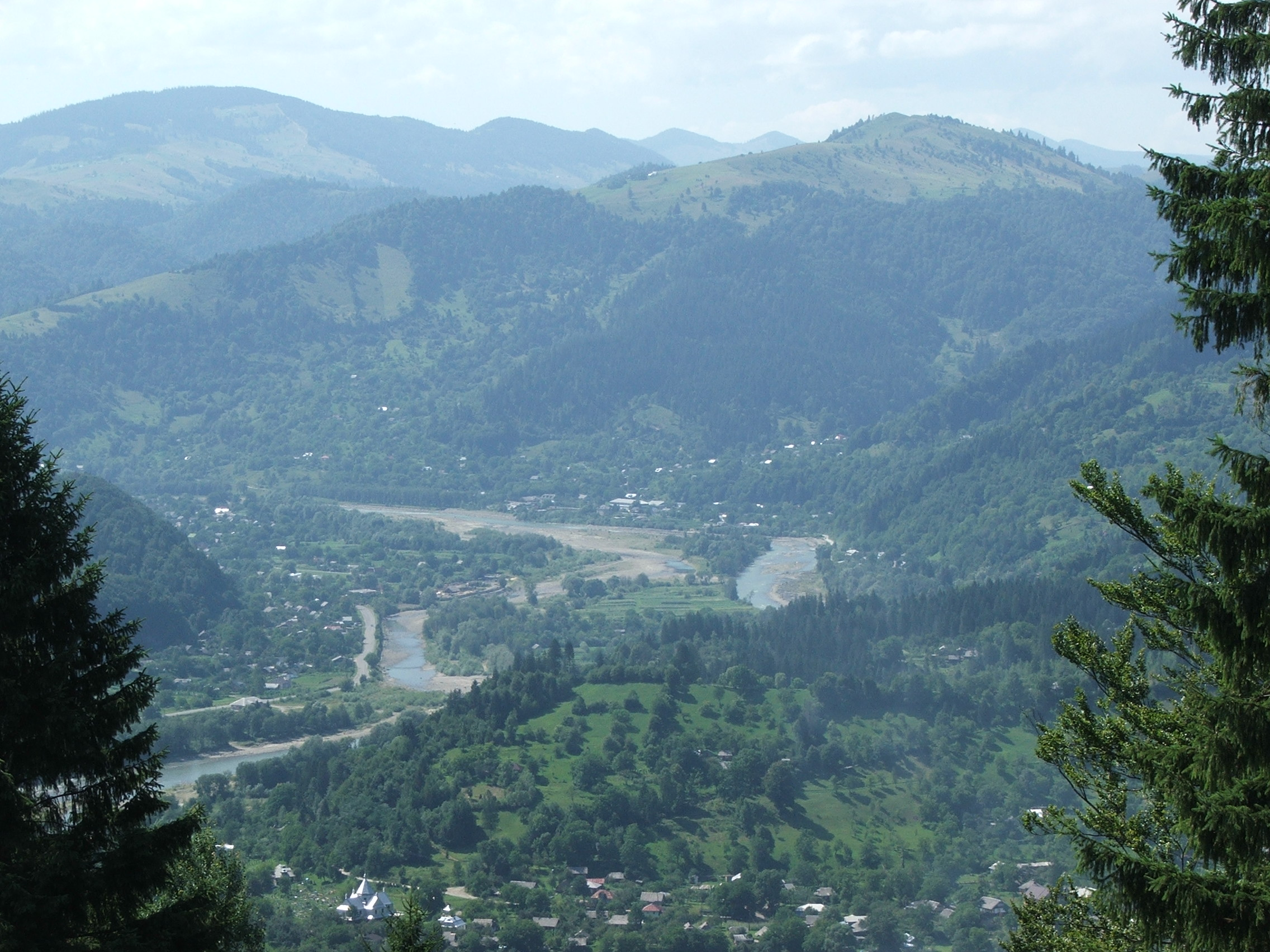

羅茲托基（羅馬化：Roztoky）是烏克蘭西部伊萬諾-弗蘭科夫斯克州科西夫区庫特市鎮内的村莊。距離區府科西夫18公里，始建於1496年，面積33.05平方公里，2001年人口1,571。